# Filip Weiner
Per Yngve Filip Weiner, född 11 juli 1904 i Frösö socken, Jämtlands län, död där 5 mars 1986, var en svensk målare, tecknare och grafiker.
Han var son till Anders Weiner och Alma Sofia Tannlund. Weiner arbetade till en början som brevbärare men när han fick möjlighet att studera konst sökte sig till Stockholm där han studerade vid Kungliga konsthögskolan 1936–1943  samtidigt deltog han i akademiens etsningsskola där han studerade för Emil Johanson-Thor och Harald Sallberg. Han tilldelades Grafiska sällskapet stipendium 1950 och Folket i bilds grafikstipendium 1958 samt Jämtlands läns konstförenings stipendium 1963. Tillsammans med Lars Palmqvist ställde han ut i Östersund 1954 och tillsammans med Gustav Edwall och Eric Hemmingsson i Hammarstrand 1963. Han deltog sedan 1940 i en rad salonger i Östersund arrangerade av Sällskapet för jämtländsk konstkultur samt samlingsutställningar arrangerade av Jämtlands läns konstförening, Jämtlands läns KRO-konstnärer, Östersunds konstklubb, Sveriges allmänna konstförening, Gävleborgs läns konstförening, Grafiska sällskapet och Nordiska konstförbundets utställning i Oslo 1946. Han medverkade i vandringsutställningen Graphic art in Sweden som visades i USA och Kanada 1947–1948 och 1949–1951 och en vandringsutställning i Italien 1961–1962 samt Liljevalchs Stockholmssalong 1963. Hans konst bestod till en början av teckningar utförda i blyerts och kol men under akademitiden tog han upp arbetet med grafik i torrnål och etsningar. Hans målade konst består huvudsakligen av målningar utförda i pastell. Som motiv använde han interiörer och norrländska landskapsskildringar. Weiner är representerad vid Moderna museet, Göteborgs museum, Västerås konstmuseum, Jämtlands läns museum och Ateneum i Helsingfors.